# Herkuleskeule (Schnecke)

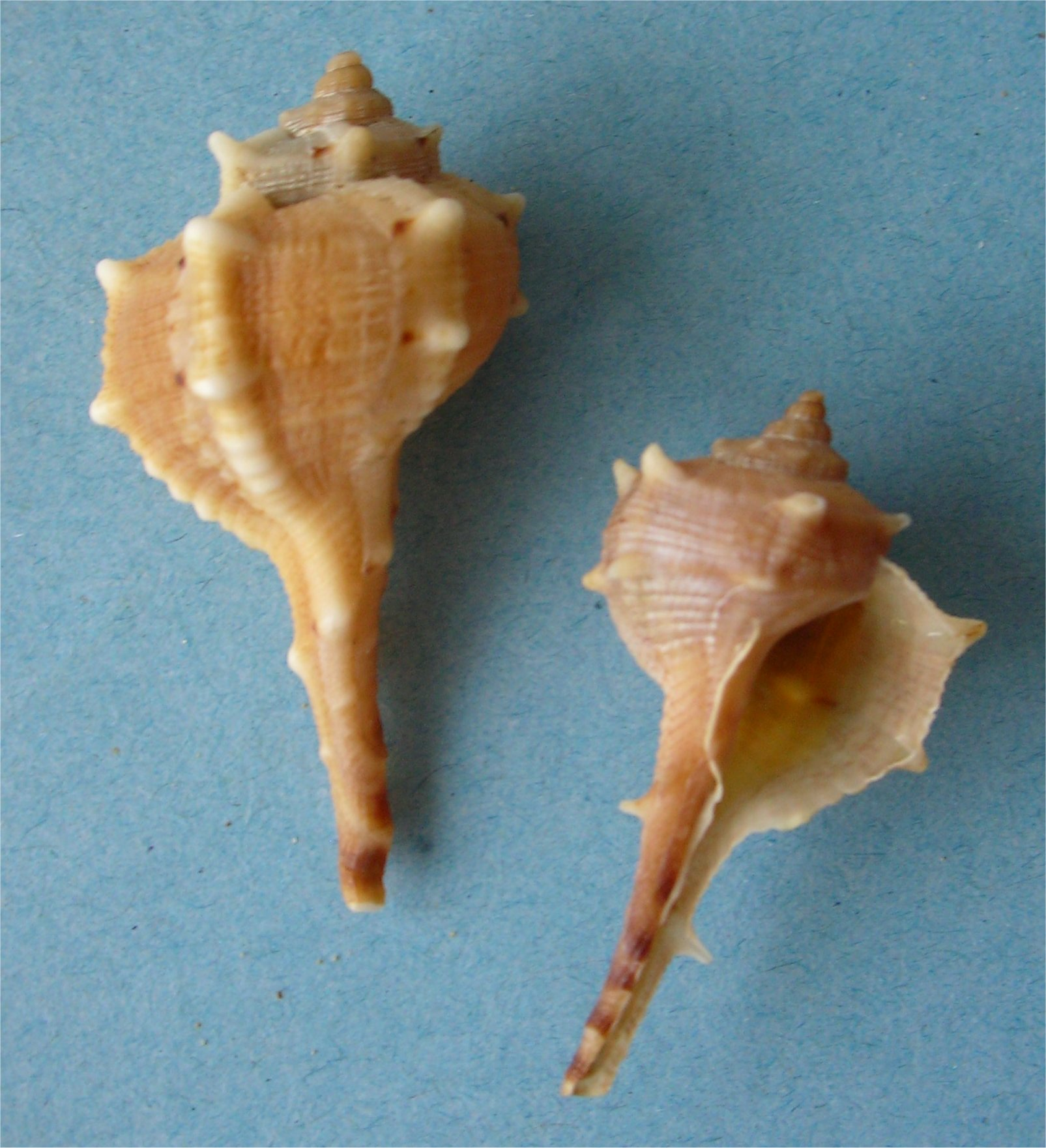
Zwei Gehäuse von Bolinus brandaris

Die Herkuleskeule oder das Brandhorn (Bolinus brandaris), wie einige verwandte Arten auch Purpurschnecke genannt, ist eine Schnecke aus der Familie der Stachelschnecken (Gattung Bolinus), die im Mittelmeer und im Indopazifik verbreitet ist. Sie ernährt sich überwiegend von Mollusken und Rankenfußkrebsen.

## Merkmale
Das goldbraune bis graue Schneckenhaus von Bolinus brandaris hat einen bauchigen Körperumgang, ein wenig hervorstehendes Gewinde und einen langen Siphonalkanal. Es trägt mehrere Reihen gerader hohler Stacheln, oft auch nur Knoten, die den Wachstumsschüben der Schnecke entsprechen. Bei ausgewachsenen Schnecken erreicht es eine Länge von 6 bis 9 cm. Das Operculum ist hornig. Die Schnecke ist nicht größer als eine Weinbergschnecke, hat einen kleinen Kopf und kurze Fühler. Der Rüssel ist etwa 2 cm lang.

## Verbreitung
Die Herkuleskeule tritt im zentralen und westlichen Mittelmeer, der Adria sowie einigen Korallenriffen im Indischen Ozean und im Südchinesischen Meer auf.

## Lebensraum
Die Herkuleskeule lebt auf Sand und Schlammboden vom seichten Wasser bis 200 m Tiefe. Die Größe der Stacheln am Gehäuse ist wesentlich vom Lebensraum der Schnecke bestimmt und nicht genetisch vorgegeben. So bilden Herkuleskeulen auf schlammigem Grund lange Stacheln aus, solche auf Sand oder Stein dagegen nur kurze. Offensichtlich helfen die Stacheln der Schnecke, im weichen Schlamm nicht zu versinken.

## Lebenszyklus
Wie andere Stachelschnecken ist Bolinus brandaris getrenntgeschlechtlich. Das Männchen begattet das Weibchen mit seinem Penis. Meist kommen viele Weibchen zusammen, um gemeinsam eine große Anzahl an Eikapseln abzulegen. Diese enthalten zahlreiche Eier, von denen ein Teil als Nähreier dient. Die Entwicklung der Veliger läuft komplett in den Eikapseln ab. Aus diesen schlüpfen fertige kleine Schnecken.

## Nahrung
Bolinus brandaris frisst Muscheln, Schnecken und Rankenfußkrebse, mitunter auch Artgenossen. Daneben wird Aas gefressen. Anders als andere Stachelschnecken bohrt die Herkuleskeule nicht, sondern bricht die Schale der Beute mit dem Gehäuserand auf.

## Feinde
Zu den Feinden von Bolinus brandaris gehören räuberische Schnecken, darunter auch Stachelschnecken, die unter anderem die hohlen Stacheln anbohren und so an das Fleisch der Schnecke gelangen.

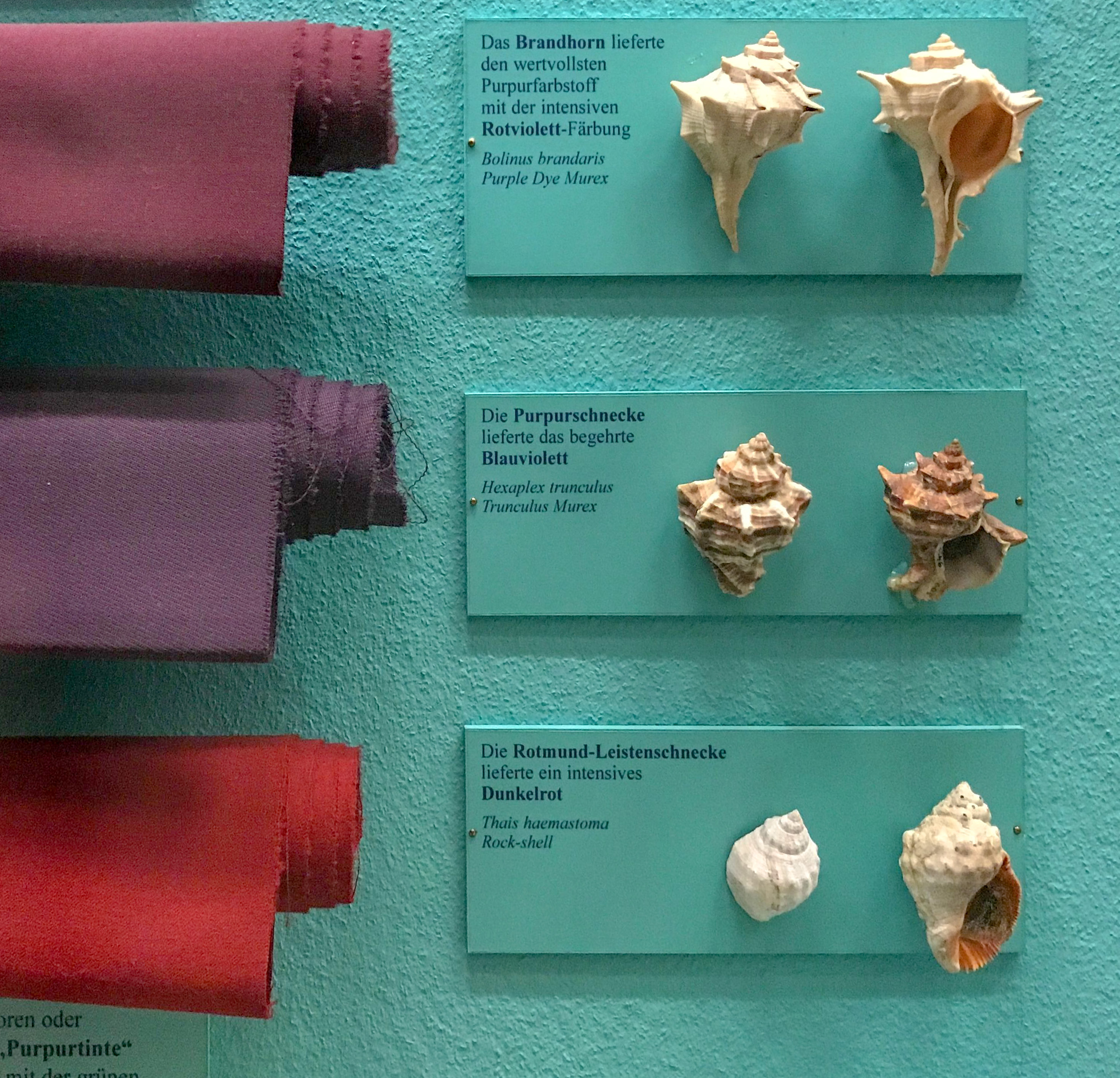
Purpur gefärbte Stoffe

## Bedeutung für den Menschen

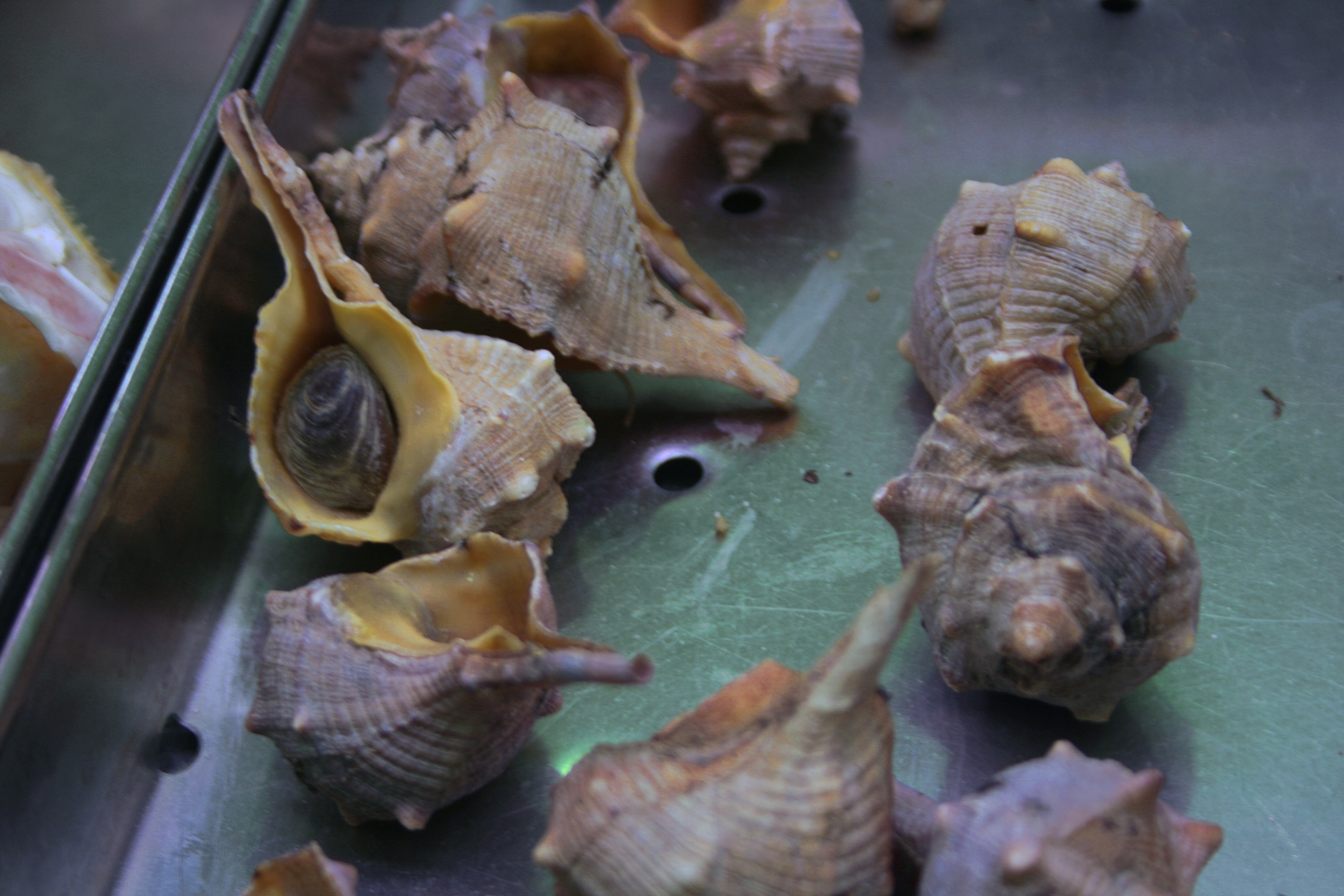
Gekochte Brandhörner (Cañaillas) in Cádiz, Spanien

Bolinus brandaris, lange Zeit unter dem Originalnamen Murex brandaris von Linné bekannt, bildet ein milchiges Sekret, das zur Beutejagd, Verteidigung und zum Schutz der Eier gegen Mikroben dient. Die farblose Substanz wird an der Luft zunächst grün und später purpurrot. Deswegen dient die Herkuleskeule dem Menschen seit dem Altertum als Purpurlieferant.
Da die Substanz bei Störung von der lebenden Schnecke abgesondert wird, können lebende Tiere „gemolken“ und ins Wasser zurückgesetzt werden. Im Altertum wurden die Schnecken jedoch getötet, ihre Hypobranchialdrüse mit der Farbsubstanz entfernt, zunächst drei Tage in Salz eingelegt, sodann in Urin gekocht und so eingedickt. Beim Trocknen musste Licht zugegen sein, damit die Farbreaktion stattfinden konnte.
Die Herkuleskeule wird in Frankreich, Italien, Spanien und Portugal gesammelt und gekocht.